# Tombeaux Ouest des Qing

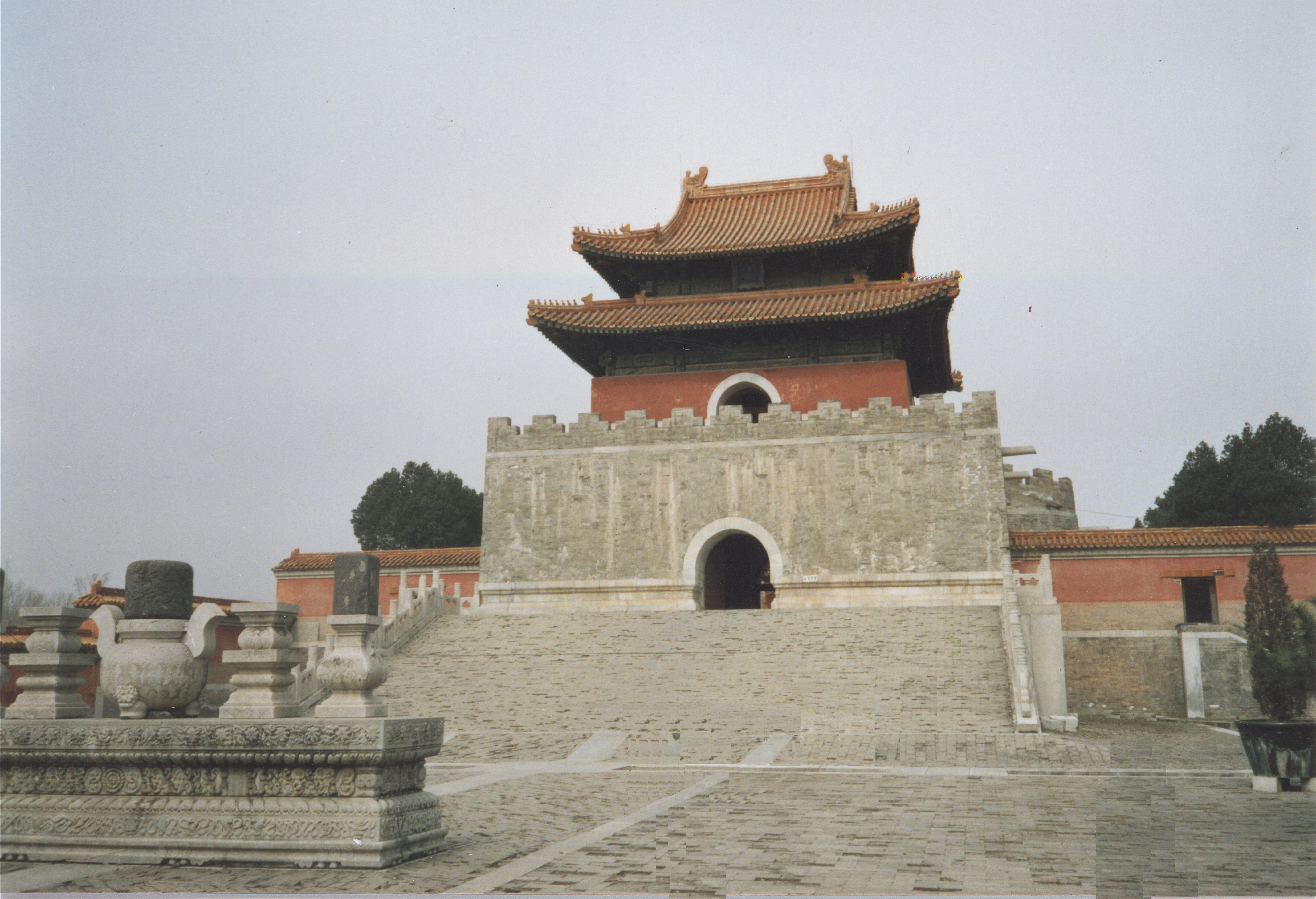
Tombeau Qing

Les tombeaux ouest des Qing sont un ensemble de tombes de la dynastie Qing situé au sud-ouest de Pékin, dans la préfecture de Yi, dans la province du Hebei. Ces tombes regroupent les mausolées de quatre empereurs Qing et les tombes de 78 membres de la famille impériale.

## Histoire
La nécropole est fondée par l'empereur Yongzheng qui règne de 1722 à 1735 ap. J.-C.. Son fils et successeur Qianlong décidera quant à lui de se faire inhumer dans les Tombeaux Est des Qing. Il promulgue un édit selon lequel les inhumations devaient ensuite alterner entre les deux nécropoles, l'orientale et l'occidentale, édit qui n'a pas été systématiquement respecté.
Le premier mausolée impérial, le Tai Ling, a été achevée en 1737, deux ans après la fin du règne de Yongzheng. Le dernier, le Chong Ling de l'empereur Guangxu, date de 1913.

## Tombes principales
Les quatre tombes dans les tombes Qing occidentales sont:
- Le Tai ling (chinois : 泰陵 ; pinyin : Tailing, littéralement: "Tombeau de calme", Mandchou : elhe munggan) est la sépulture de l'empereur Yongzheng (1678-1735)
- Le Chang ling (chinois : 昌陵 ; pinyin : Changling, littéralement: "Tombeau remarquable", Mandchou : colgoroko munggan) est celle de l'empereur Jiaqing (1760-1820)
- Le Mu ling (chinois : 慕陵 ; pinyin : Muling, littéralement: "Tombeau Omniscient", Mandchou : gūnihangga munggan) est la sépulture de l'empereur Daoguang (1782-1850)
- Le Chongling (chinois : 崇陵 ; pinyin : Chongling, littéralement: "Tombeau Sublime", Mandchou : wesihun munggan) est celle de l'empereur Guangxu (1871-1908)

L'empereur Puyi est également enterré au sein cette nécropole, bien qu'il ne bénéficie pas d'un mausolée. Sa veuve, Li Shuxian, y a obtenu le transfert de ses cendres en 1995. Il est inhumé dans un cimetière derrière la tombe de son prédécesseur Guangxu.